# Сільське господарство Литви

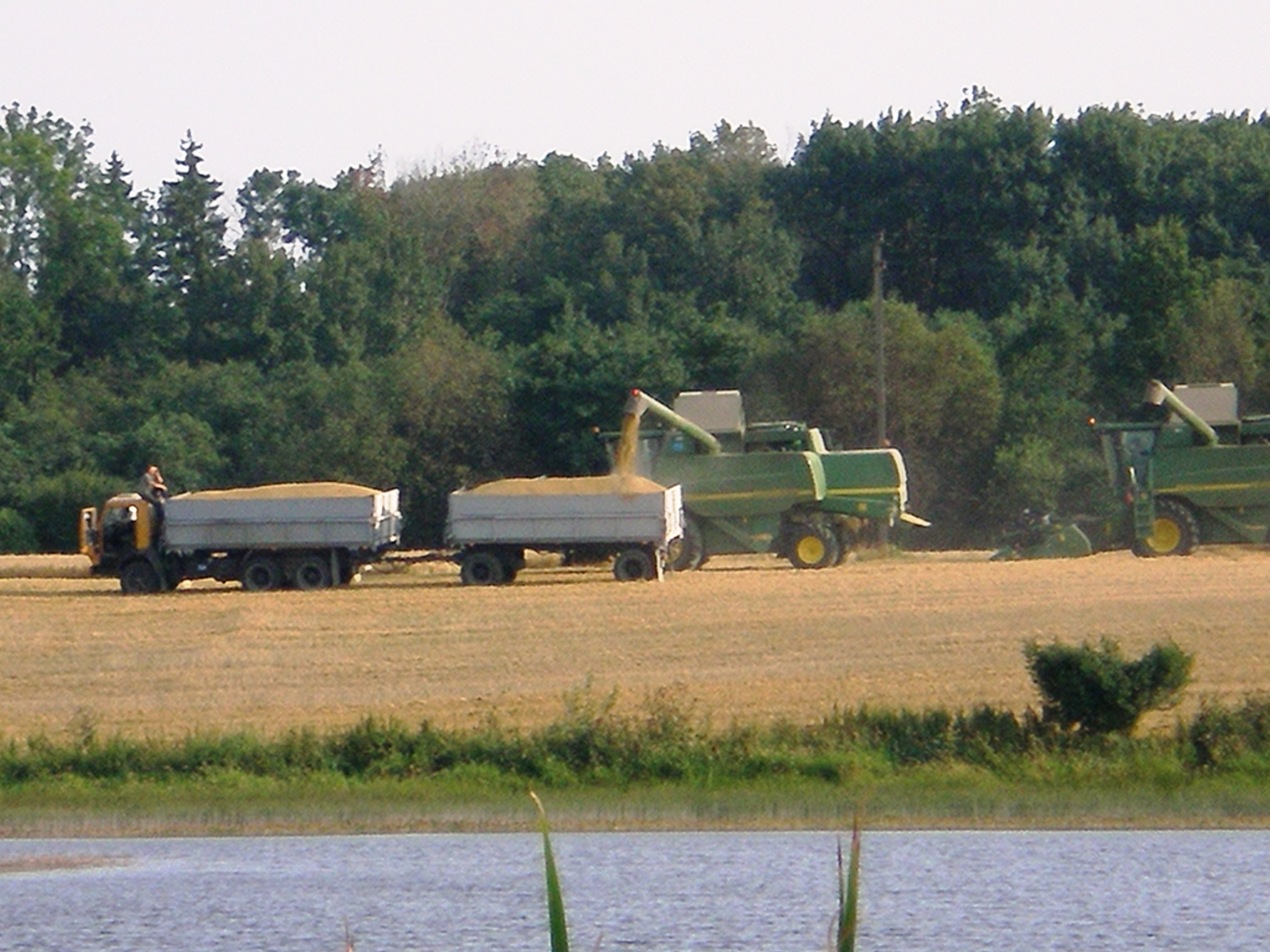
Збір врожаю в Литві. 2007 рік.

Сільське господарство Литви — галузь економіки Литви. Частка сільського господарства у ВВП країни становить 3,5 %, у ньому зайнято 7,9 % (115,7 тис. осіб) економічно активного населення. У 1990-х роках спостерігалося значне падіння частки сільського господарства у ВВП країни (з 28 % у 1990 році), однак воно залишається важливою галуззю економіки країни, забезпечуючи сировиною харчову промисловість. У Литві вирощують зернові, картоплю, цукровий буряк, льон, овочі; розводять велику рогату худобу, птицю, свиней.

## Історія
З 3-го тисячоліття до н. е., в епоху неоліту, на території Литви розвинулися тваринництво і примітивне підсічне землеробство. В цей час на територію Литви й сусідніх земель прийшли предки балтських племен, в тому числі литовців. З 4-2 століття до н. е. залізні знаряддя праці витісняють кам'яні. Для збирання врожаю в цей час використовувалися залізні серп і коса, а для обробітку землі — дерев'яне рало і борону, в яких впрягали волів. Основними культурами були жито, овес, пшениця. Крім того, населення займалося бджільництвом.
У 9-12 століттях розповсюдилося борне землеробство. До середини 15 століття основна маса селян була особисто вільна. З 2-ї половини 14 століття почався процес покріпачення селян. Тяглі селяни відомі у Литві в 14 столітті під назвою кайменців, вел, дамасів, паробков.
У 14-15 століттях в основній діяльності селян — землеробстві починає домінувати трипільна система.
За Литовським статутом 1588 року відбулося остаточне покріпачення селян. Скасування кріпацтва відбулося у 1861 році.
1 серпня 1922 року, після проголошення незалежності, литовський Установчий сейм прийняв закон про земельну реформу, за яким поміщики могли володіти не більш як 80 га землі (з 1929 року — 150 га). Селяни отримали ділянки землі. У цей період Литва залишалася переважно аграрною країною. На початок 1939 року сільське населення становило 73,8 % населення країни.
Після російської окупації Литви у 1940 році, у вересні-жовтні 1940 року були ліквідовані великі землеволодіння, у державний земельний фонд було вилучено 607,6 тис. га. Були створені радгоспи і колгоспи. Навесні 1941 року діяло 24 МТС. Після Другої світової війни у державний земельний фонд протягом 1944—1948 років було відібрано 1575 тис. га. З 1947 року були почався процес відновлення колгоспів. 20 березня 1948 року Рада Міністрів Литовської РСР і ЦК КПЛ прийняли постанову «Про організацію колгоспів у Литовській РСР». До 1951 року у колгоспах було 94,8 % селянських дворів і 87,5 % селянських земель. При цьому ліквідувалася хуторська система розселення.
За період з 1940 по 1972 роки обсяг валової продукції сільського господарства виріс у 2,7 раза.
У 1972 році в Литві налічувалося 1314 колгоспів і 293 радгоспи, площа сільськогосподарських угідь становила 3,6 млн га, з яких рілля — 2,48 млн га, сінокоси — 446 тис. га, пасовища — 636 тис. га. Площа плодово-ягідних насаджень у 1973 році становила 37 тис. га. У 1972 році. У 1970-х роках провідною галуззю сільського господарства було тваринництво, яке давало 80 % всієї грошового виторгу господарств. Литва посідала 1-ге місце в СРСР за виробництвом м'яса і молока на душу населення республіки.
У 1990 році, незадовго до отримання Литвою незалежності, сільське господарство було другим за важливістю сектором її економіки, даючи майже 28 % її ВВП, у сільському господарстві було зайнято 18 % економічно активного населення. У першій половині 1990-х років відбулося значне зменшення ролі сільського господарства у ВВП країни: у 1993 році 20 % ВВП, у 1995 — 8,5 %, у 1996 — 10,4 %. Не дивлячись на це, відносна кількість економічно активного населення, зайнятого у сільському господарстві, в цей час зростала: у 1993 — 22 %, у 1996 — 24 %.

## Загальна характеристика
У 2010 році більшість сільських господарств (58 %) мали менш ніж 5 га землі. Натомість лише 4 % господарств мали понад як 50 га або більше. З загальної кількості сільсько-господарських земель 77,1 % було зайнято під ріллю, 22,1 % (605870 га) — під пасовищами і луками. З всіх орних земель під вирощування хлібних злаків було зайнято 38 %, під кормові культури — 20,6 %, під технічні культури — 9,8 %. За даними 2010 року, більшість сільсько-господарських земель — 1406610 га, або 51,3 % — були власністю фермерів, які їх обробляли, натомість 1273390 га, або 46,4 %, оброблялося орендаторами. У 2010 році всіма господарствами Литви було вироблено стандартної продукції тваринництва і рослинництва на 1,526 млрд. євро.
У 2015 році під сільське господарство було відведено 53 % території Литви, інша територія була зайнята лісами (33 %), водами (4 %), міською забудовою (3 %), болотами тощо.
| Індікатори                                       | Роки    | Роки    | Роки |
| Індікатори                                       | 2003    | 2010    | 2015 |
| Кількість господарств                            | 272110  | 199910  |      |
| Загальна площа сільсько- господарських угідь, га | 2490960 | 2742660 |      |
| Кількість осіб, постійно зайнятих на фермах      | 539950  | 366090  |      |
| Середня площа господарств, га                    | 9,2     | 13,7    |      |
| Площа угідь на одного жителя, га/особу           | 0,72    | 0,82    |      |

## Тваринництво

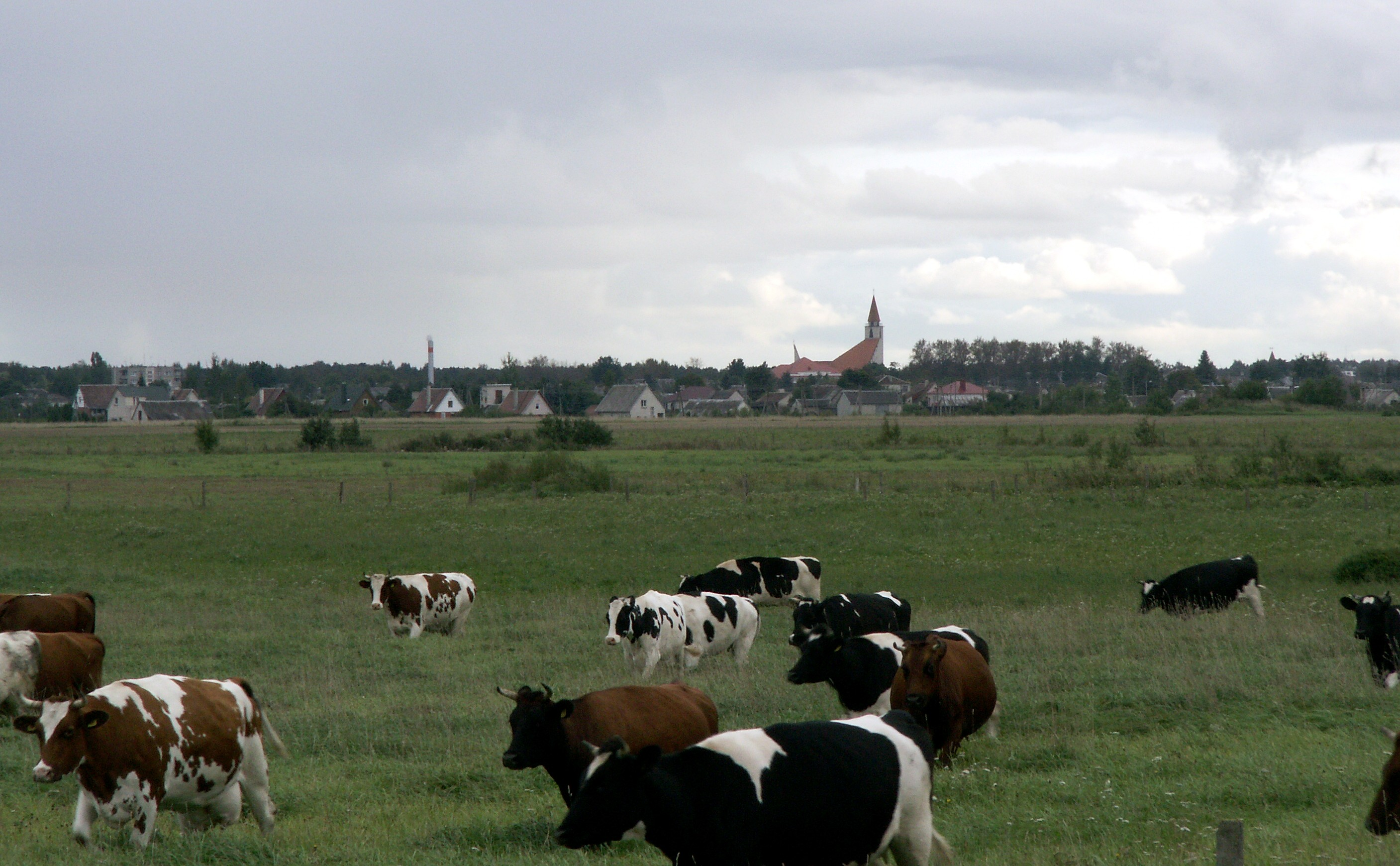
На пасовищі.

| Види тварин          | Роки    | Роки   | Роки | Роки | Роки | Роки | Роки | Роки | Роки | Роки |
| Види тварин          | 2003    | 2010   | 2015 |      |      |      |      |      |      |      |
| Велика рогата худоба | 1174,40 | 900,08 |      |      |      |      |      |      |      |      |
| Свині                |         |        |      |      |      |      |      |      |      |      |
| Коні                 |         |        |      |      |      |      |      |      |      |      |

## Рослинництво
| Культури       | Роки | Роки | Роки | Роки | Роки | Роки | Роки | Роки |
| Культури       |      |      |      |      |      |      |      |      |
| пшениця        |      |      |      |      |      |      |      |      |
| ячмінь         |      |      |      |      |      |      |      |      |
| жито           |      |      |      |      |      |      |      |      |
| овес           |      |      |      |      |      |      |      |      |
| кукурудза      |      |      |      |      |      |      |      |      |
| картопля       |      |      |      |      |      |      |      |      |
| цукрові буряки |      |      |      |      |      |      |      |      |

## Навчальні заклади
У 2004 році у Литві було 2 виші, 6 коледжів і 38 професійних шкіл, що надавали сільсько-господарську освіту. За 1995–2003 роки ці навчальні заклади підготували близько 41 тис. спеціалістів.